# Rhys Coiro
Rhys Coiro (Calabrië, 12 maart 1979) is een Italiaans/Amerikaans acteur.

## Biografie
Coiro werd geboren in Calabrië als zoon van Italiaanse/Ierse ouders en groeide op in Princeton. Hij doorliep de high school aan de Princeton High School aldaar en ging hierna studeren aan de Carnegie Mellon University in Pittsburgh waar hij in 2002 zijn bachelor of fine arts haalde in drama. 
Coiro is getrouwd waaruit hij twee kinderen heeft.

## Filmografie

### Films
Uitgezonderd korte films.
- 2023 Murder City - als Manny
- 2022 Who Invited Charlie? - als Ray
- 2022 One Way - als Coco
- 2022 Agent Game - als Reese
- 2019 Hustlers - als Spencer
- 2019 Finding Steve McQueen - als Ray Darrow
- 2018 Gotti - als Rudy Pipes
- 2017 Dead Ant - als Pager
- 2017 Valley of Bones - als Nate
- 2016 Chronically Metropolitan - als de Georgiër
- 2015 Forever - als Gordon
- 2015 Hollywood Adventures - als Gary Buesheimer
- 2015 Entourage - als Billy Walsh
- 2014 One Square Mile – als Eli
- 2014 This Last Lonely Place - als Sam Taylor
- 2014 Electric Slide - als Glen de mormoon
- 2013 As Cool as I Am – als Ron
- 2013 Chlorine – als Pat
- 2012 Applebaum – als Peter Wyeth
- 2011 Straw Dogs – als Norman
- 2011 Life Happens – als Marc
- 2011 A Good Old Fashioned Orgy – als Marcus
- 2010 30 Days of Night: Dark Days – als Paul
- 2010 MacGruber – als Yerik Nokikov
- 2010 Order of Chaos – als John
- 2010 High School – als Vato
- 2010 Snow & Ashes – als Blaise
- 2009 The Unborn – als Mr. Shields
- 2008 Small Town News – als Dr. Abernathy
- 2007 Mama's Boy – als Trip
- 2007 Look – als Ace
- 2003 Making Revolution – als Italiaanse activist

### Televisieseries
Uitgezonderd eenmalige gastrollen.
- 2024 The Spiderwick Chronicles - als Richard Grace - 2 afl.
- 2022 Paradise City - als Adam - 8 afl.
- 2019 A Million Little Things - als Mitch Nelson - 5 afl.
- 2018 The Walking Dead - als Jed - 4 afl.
- 2018 Sideswiped - als Charlie - 2 afl.
- 2018 Unsolved - las Jim Black - 9 afl.
- 2017 Ray Donovan - als Rob Heard - 4 afl.
- 2015 Graceland - als Ari Adamian - 13 afl.
- 2015 Texas Rising - als Vern Elwood - 5 afl.
- 2015 The Lizzie Borden Chronicles - als Chester Phipps - 3 afl.
- 2014 Lillehammer - als Tommy - 4 afl.
- 2013-2014 Paloma – als Tiago – 5 afl.
- 2013-2014 Hostages - als Kramer Daly - 15 afl.
- 2011-2012 A Gifted Man – als Dr. Zeke Barnes – 12 afl.
- 2004-2011 Entourage – als Billy Walsh – 27 afl.
- 2009 24 – als Sean Hillinger – 10 afl.
- 2006 Ugly Betty – als Vincent Bianchi – 2 afl.

- Gemeinsame Normdatei: 1068486791
- International Standard Name Identifier: 0000 0000 9028 7834
- Library of Congress Control Number: no2010156749
- Virtual International Authority File: 131779538
- WorldCat: E39PBJxrXWrj7kggHcBwHfxFKd